# Mintopola brasiliensis
Mintopola brasiliensis är en fjärilsart som beskrevs av George Francis Hampson 1900. Mintopola brasiliensis ingår i släktet Mintopola och familjen björnspinnare. Inga underarter finns listade i Catalogue of Life.